# Retro-Futurismus

Im Jahre 2000; Reklame-Sammelbilder (1897/98, Serie 31) der Schokoladen-Fabrik Gebr. Stollwerck

Retro-Futurismus, auch Retrofuturismus, bezeichnet die Vorstellung der Zukunft, die in der Vergangenheit vorherrschte und die wir von heute aus retrospektiv betrachten. Der Begriff wurde zum ersten Mal 1983 vom US-amerikanischen Medienkünstler Lloyd Dunn benutzt. Nach Stewart Home ist Retrofuturismus „Moderne nach den Bedingungen der Postmoderne“; die bekannteste Variante des Retrofuturismus ist der Steampunk.

## Zukunftsvorstellungen

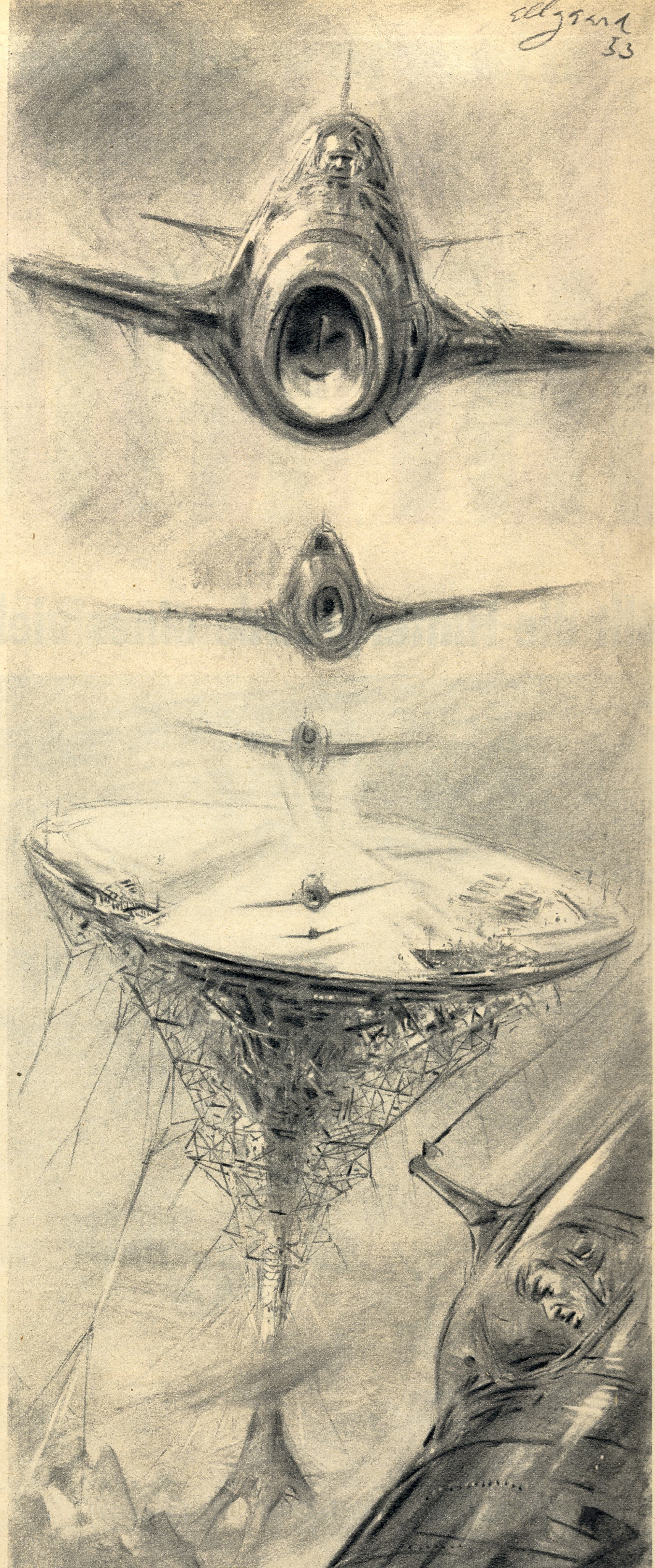
"Flugzeugstart in der Stratosphäre", Illustration von Helmuth Ellgaard, 1953

Zukunftsvisionen der Vergangenheit sind zahlreich dokumentiert in der Wissenschaft und der Kunst. Im kreativen Kontext manifestieren sich diese Zukunftsvisionen besonders im Bereich Science-Fiction. Vorstellungen der Zukunft sind zwangsläufig durch die Wahrnehmung der jeweiligen Gegenwart beeinflusst und lassen diese Zeitgebundenheit im Rückblick deutlich werden. Beispiele sind der Stummfilm Die Reise zum Mond, die Zeichentrickserie Die Jetsons, die Serie Raumschiff Enterprise oder der Film Alarm im Weltall. Für viele Menschen besteht ein besonderer Reiz darin, diese fiktiven Dokumente aus Literatur, Film, Musik und Malerei aus der Vergangenheit mit der tatsächlich eingetretenen Entwicklung zu vergleichen. Ein prägender Begriff ist der vom „Morgen, das niemals war“.

## (Retro-)Futurismus in Kunst und Design
Retro-Futurismus bezeichnet auch eine Strömung in Kunst und Design, die sich in neuen Werken bewusst auf die Zukunftsvisionen der Vergangenheit bezieht. So orientieren sich viele Designer am Schaffen von Luigi Colani, dessen Design sich aus der Auseinandersetzung mit der Zukunft speiste und der als bedeutendster deutscher Zukunftsdesigner gilt oder am Googie-Stil. Oft werden die Retro-Elemente dabei in einen neuen Kontext gesetzt. Im Film ist hier ein explizites Beispiel Sky Captain and the World of Tomorrow aus dem Jahr 2004, der mit moderner digitaler Technik aufgenommen wurde und dessen Ausstattung an ältere Science-Fiction-Filme wie Metropolis, Flash Gordon oder Buck Rogers erinnert. Weitere Beispiele für veraltete Zukunftsvorstellungen sind in Zurück in die Zukunft 2 und 2001: Odyssee im Weltraum. Retrofuturistische Motive finden sich auch sehr oft in komplett computeranimierten Filmen wie in Robots und Die Unglaublichen – The Incredibles, in Computerspielen oder in gezeichneten Comics. In der Literatur geschieht die Umdeutung retrofuturistischer Motive beispielsweise in dem Genre des Steampunk. Als Beispiel für real existierenden Retrofuturismus gilt die Wuppertaler Schwebebahn mit ihren scheinbar in der Luft schwebenden Stationen und Zügen.

## Diskussion
Es gab in der medialen Auseinandersetzung mit der Retrowelle Überlegungen, die Beschäftigung mit der Vergangenheit würde der Beschäftigung mit der Zukunft im Wege stehen und habe eskapistische Tendenzen. Während es das ursprüngliche Ziel des Retrofuturismus war, in der Vergangenheit Ideen für die Zukunft zu finden, sei das Ergebnis oftmals nur ein weiterer Stil der Popkultur. Auf Frage danach, was nach dem Retrofuturismus kommen könne, gebe dieser keine Antwort. In der Betrachtung der Sichtweisen der Vergangenheit gebe es zudem Unschärfen, weil ästhetische Trends mehrerer Jahrzehnte mit modernen Zukunftsvorstellungen vermischt würden. Somit sei Retrofuturismus „gefälschte Geschichte“. Dennoch wird die Beschäftigung mit den Zukunftsvorstellungen der Vergangenheit als legitimer Ausgangspunkt für die Gestaltung der eigenen Zukunft gesehen, weil dort durch die Besinnung auf alte, bekannte Werte neue Kraft geschöpft werden könne. Der Gedanke „Fortschritt durch Rückblick“ sei ein hübsches und produktives Paradoxon.